# Emmanuel College (Boston)
L'Emmanuel College è un'università privata di indirizzo cattolico con sede a Boston, nello stato americano del Massachusetts.
Il college, in origine solo femminile, fu fondato nel 1919 dalle Suore di Nostra Signora di Namur.
John F. Kennedy fece parte dell'advisory board del college dal 1946 alla morte.